# Sakura 3B
Sakura 3B o CS-3B (Communications Satellite 3B) fue el nombre de un satélite de comunicaciones comercial japonés lanzado el 16 de septiembre de 1988 mediante un cohete H-I desde la base de Tanegashima a una órbita geoestacionaria.
Formaba parte de la red de satélites de comunicaciones propios japoneses para uso durante desastres naturales, emergencias y transmisión a las islas más remotas del archipiélago japonés, y fue sucesor, junto con el Sakura 3A, de los satélites de comunicaciones Sakura 2A y Sakura 2B.